# Knidos

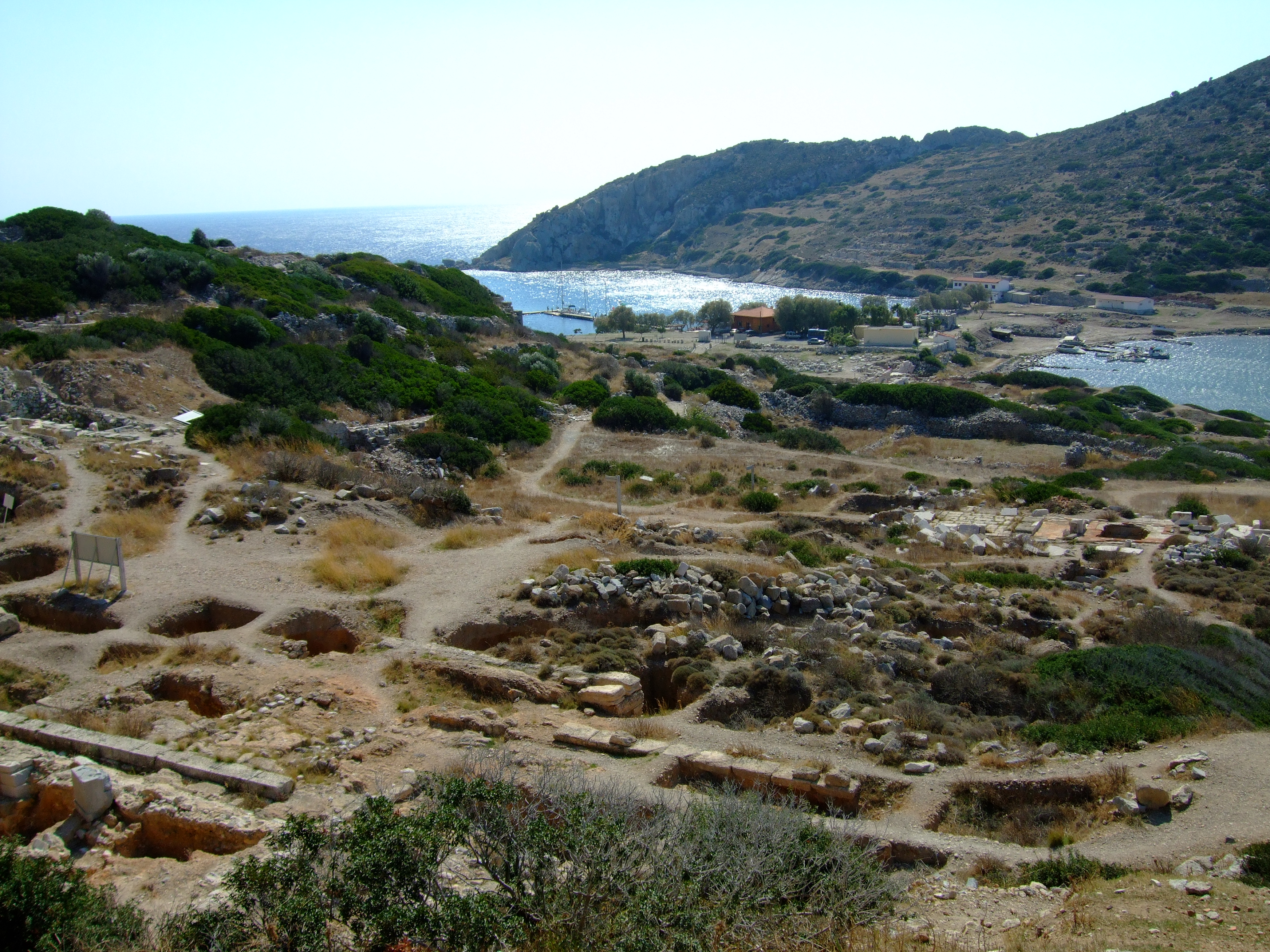
Die beiden Häfen von Knidos und Reste der Anlagen

Knidos (griechisch Κνίδος; lateinisch Cnidus) ist eine antike Hafenstadt im Südwesten der Türkei.

## Lage

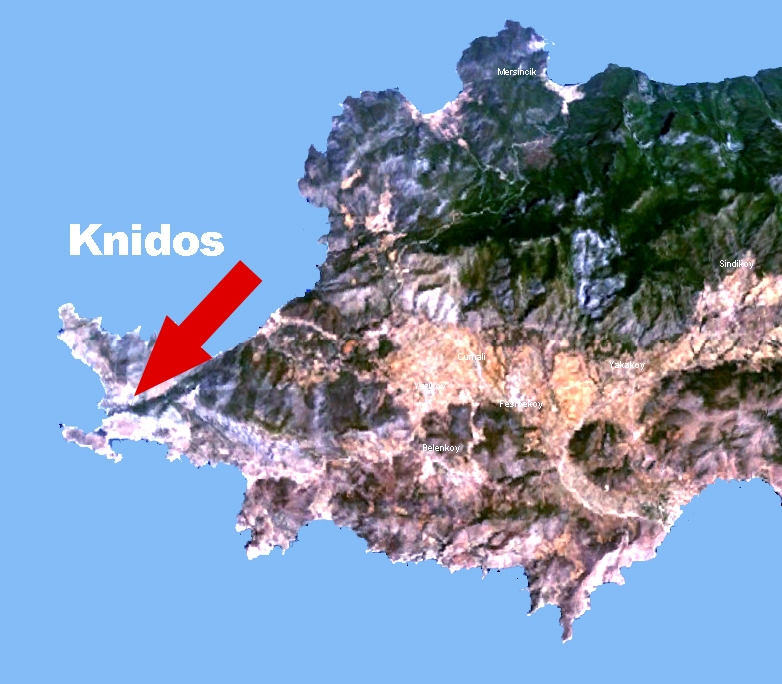
Satellitenaufnahme von Knidos

Knidos liegt auf der Spitze der südwesttürkischen Datça-Halbinsel (seltener auch: Reşadiye-Halbinsel) etwa 35 km von Datça entfernt in der Provinz Muğla gegenüber der griechischen Insel Kos (türkisch Istanköy).
Ob Knidos seit seiner Gründung an der Spitze der Halbinsel lag oder erst in spätklassischer Zeit von der Mitte der Halbinsel beim heutigen Datça dorthin verlegt wurde, ist umstritten (vgl. Bankel, Blümel, Demand versus Bean-Cook und Berges).

## Geschichte
Sklavinnen aus Knidos (ki-ni-di-ja) sind zu Beginn des 12. Jahrhunderts v. Chr. bereits in Linear-B-Dokumenten aus dem Palast des Nestor, im mykenischen Pylos, erwähnt. Ausgrabungen förderten minoische und jüngere mykenische Funde zu Tage. Es ist nicht geklärt, ob der Ort auch minoisch oder mykenisch besiedelt war.
Die Stadt war eine dorische (Neu-)Gründung und Mitglied der dorischen Pentapolis. Um 580 v. Chr. war die Stadt an der sizilischen Kolonisation und am Hellenion in Naukratis beteiligt; um 550 ließ die Stadt ein Schatzhaus in Delphi errichten. 540 eroberte der persische Feldherr Harpagos Knidos; die Stadt blieb unter persischer Herrschaft bis zum griechischen Sieg in den Schlachten von Mykale 479 und am Eurymedon 465. 477 wurde sie Mitglied im Attisch-Delischen Seebund, 412 erfolgte der Abfall zu Sparta, dann erneute Perserherrschaft. Um 394 besiegte der Athener Konon als persischer Admiral in der Schlacht von Knidos die spartanische Flotte. Im 3. Jahrhundert v. Chr. meist ptolemäisch, kam sie 190 unter rhodischen Einfluss; 167 wurde sie frei.
In der römischen Kaiserzeit gehörte Knidos zur Provinz Asia. 263–467 n. Chr. wird die Stadt immer wieder von starken Erdbeben heimgesucht. In der Spätantike war sie Bischofssitz und ist bis heute römisch-katholisches Titularbistum Cnidus. Mitte des 7. Jahrhunderts wurde die Stadt durch eine arabische Flotte zerstört.

### Besonderheiten
Die Stadt war durch ihre Ärzteschule (deren Vertreter bereits in klassischer Zeit international bekannt und gesucht waren) berühmt. Die knidische Ärzteschule bzw. Medizinschule unterschied sich von der koischen, deren bekanntester Vertreter Hippokrates von Kos ist, in einem vor allem auf die Kunst der Ärzte statt auf die Heilkraft der Natur beruhendem Vertrauen. Ein Führer der knidischen Schule, zu der die Verwerfung von Aderlass und von übertriebenen Abführkuren gehörten, war Chrysippos von Knidos. Bekannt war Knidos auch durch ein Aphroditeheiligtum mit der Aphroditestatue des Praxiteles bekannt (Aphrodite von Knidos). Bei oder in der Stadt Knidos befand sich das Triopion, das dorische Bundesheiligtum.

### Biblische Erwähnung
Der Ort Knidos ist auch in der Bibel erwähnt. In der Apostelgeschichte 27, 7 berichtet der Verfasser Lukas über die vierte Missionsreise des Paulus folgendes: „Viele Tage lang machten wir nur wenig Fahrt und kamen mit Mühe bis auf die Höhe von Knidos. Dann zwang uns der Wind, den Kurs zu ändern.“

### Münzprägung
Knidos prägte bereits sehr früh eigene Münzen. Spätestens seit der zweiten Hälfte des 6. Jahrhunderts wurden Obole und Drachmen aus Silber geprägt, die typischerweise einen Löwenkopf auf dem Avers und einen Aphroditekopf auf dem Revers zeigen. Diese frühen Münzen sind noch nicht beschriftet.

## Archäologie
Die Stadt besteht aus zwei Teilen: dem Festland und der über einen schmalen Damm verbundenen Insel. Beide Teile befinden sich an Hängen. Knidos ist nach dem Planquadratsystem gebaut; parallel verlaufende Straßen schneiden parallel zueinander verlaufende Straßen. Auf dem Festland ist die Stadt von einer Akropolis und einer Stadtmauer umgeben. Im Osten der Stadt befinden sich das berühmte Heiligtum der Demeter und das große Theater. Die Steine dieses Theaters, das die Stadt dominiert, wurden für den Bau des Dolmabahçe-Palastes und des Palastes und der Moschee von Mehmet Ali Pascha in Kairo abgetragen und aus der Stadt transportiert. Heute sind nur noch die Reste der Mauern des Theaters erhalten.
Es gibt sieben bekannte Kirchen in verschiedenen Teilen der Stadt. Auf einem der Pflastersteine der Kirche in der Nähe der Ost-West-Straße sind arabische Inschriften zu sehen. Einige Kirchen haben Mosaike auf ihren Böden. Im Osten der Stadt befindet sich eine sehr gut erhaltene Villa mit Fresken aus der hellenistischen Zeit.
Im Nordosten des Festlandes befinden sich die Restes eines Tempels in korinthischer Ordnung. Weiter westlich von diesem Gebiet befindet sich die „Runde Tempelterrasse“, benannt nach den Überresten der Fundamente eines Rundbaus.
Aufgrund der Lage und der Aussagen antiker Quellen behauptete I. C. Love, dass sich auf der höchstgelegenen Terrasse der berühmte Tempel der Aphrodite befand. Aber neuere Forschungen haben ergeben, dass dieses Bauwerk nicht mit Aphrodite in Verbindung steht, sondern einer anderen Gottheit gewidmet ist. In der Nähe dieses Fundaments befinden sich neben dem Altar und den spätzeitlichen Häusern kleine Gebäude oder Banketthäuser, bei denen es sich um Schatzkammern handeln könnte.
Gleich unterhalb der runden Tempelterrasse befindet sich die Apollo-Terrasse. Im Norden davon sind Sitzbänke zu sehen. In diesem Bereich wurden die „Apollon Karneios“-Feierlichkeiten zu Ehren des Gottes Apollo abgehalten, und das Publikum konnte diese von diesen Bänken aus verfolgen. Das Fundament des Tempels ist bis heute erhalten. Außerdem gibt es einen Marmoraltar mit einer dem Gott Apollo gewidmeten Inschrift.
Am Übergang von der runden Tempelterrasse zur Apollo-Terrasse befindet sich ein prächtiger Propylon (ein monumentaler Durchgang in der antiken griechischen Architektur) in ionischer Ordnung. Vom Propylon sind einige eingestürzte Säulentrommeln und Fundamente erhalten. 
Östlich des Propylons befindet sich eine breite Straße (die Hauptstraße der Stadt), die in Richtung Osten verläuft. Sie wurde 1995 und 1996 teilweise freigelegt. Dabei wurde ein prächtiges Abwassersystem entdeckt. Südlich der Apollo-Terrasse befinden sich nur noch die Überreste der Fundamente des "Rosa Tempels", so benannt wegen der für seinen Bau verwendeten rosafarbenen lokalen Steine. Dieses Gebäude wurde später als Kirche genutzt. 
Nördlich des großen Hafens, westlich des kleinen Theaters, befindet sich ein Gebiet, das aufgrund des hier befindlichen Dionysostempels „Dionysosterrasse“ genannt wird. Der Tempel wurde später als Kirche genutzt. Es gibt eine Stoa (überdachte Säulenhalle), die sich in Ost-West-Richtung vom kleinen Theater bis zur Hafenstraße im Westen erstreckt. Aus den zahlreichen Marmorplatten und profilierten Marmorfunden geht hervor, dass die Außenseite der Stoa vollständig mit Marmor verkleidet war. Darüber hinaus wurden aus farbigem Marmor geschnittene Stücke, Opus Sectile genannt, von denen einige vegetabil und andere geometrisch geformt sind, für die Außenverkleidung verwendet. Auch an der Außenseite der Stoa wurden weiß-blaue Marmortafeln mit Reserven in Form von verschiedenen Buchstaben gefunden. Vor allem im Süden des östlichsten und westlichsten Raums der Stoa wurden umgestürzte Säulen mit korinthischen Kapitellen gefunden. An den Stämmen dieser Säulen sind die Spuren eines Feuers deutlich sichtbar. 
Bei den Ausgrabungen im westlichen Teil der Stoa während der Grabungssaison 2003 wurden westlich davon eine Treppe zur oberen Terrasse und ein mit Marmor gepflasterter Raum entdeckt. Auf beiden Seiten des Raumes sind rechts und links Sitzbänke aus Marmor aufgestellt.  Im hinteren Teil des Raumes befinden sich ein Podium und ein Sockel, auf dem eine Statue aufgestellt war. Die junge männliche Statue, die zu diesem Sockel gehört, wurde in Teilen abgenommen und zusammengesetzt. Die Inschrift auf dem Sockel lautet: „Teandros, der Sohn des Similos, widmete diese Statue dem großen Zeus“.  Die Inschrift östlich des Podiums trägt den Namen „Symmachos Aristokleidas“. Symmachos ist ein Name, der zu einer bekannten und angesehenen Familie in Knidos gehört. Der Name Aristokleidas wird auch in anderen Inschriften erwähnt, die in der Stadt gefunden wurden.
Es wurden auch Marmorplatten mit den Inschriften „Aristokleidas“ und „Adriano A“ gefunden. Diese Namen weisen höchstwahrscheinlich auf den Namen „HadrianoAntonino“ (Antoninus Pius) hin. Damit wurde ein sehr wichtiger Hinweis aus der Zeit der Restaurierung der Stoa ans Licht gebracht. Ein weiterer spekulativer Fund ist ein Frauenkopf aus der ursprünglichen spätklassischen Periode, der etwas über den normalen Massen liegt und bei dem in einer stilistischen Analyse festgestellt wurde, dass er den im Mausoleion gefundenen Köpfen ähnlich ist.
In der seit 1996 ausgegrabenen Stoa wurden bronzene und keramische Öllampen, Münzen, zahlreiche Keramikgegenstände sowie Bronze- und Marmorstatuen aus hellenistischer und römischer Zeit gefunden.
Ein weiterer ausgegrabener Bereich ist die „Hafenstraße“. Diese beginnt am kleinen Hafen und setzt sich in Richtung der oberen Terrassen fort und erstreckt sich in Form einer Rampe bis zum Propylon (Hippodamos-System). Die Straße ist etwa 5 m breit und mit quadratischen und rechteckigen Pflastersteinen gepflastert. In der nördlichen Verlängerung der Straße wurden zahlreiche römische Architekturfragmente (z. B. Architravblöcke) ausgegraben. Im südlichen Teil wurde eine „Brunnenstruktur“ ausgegraben. Durch das Aufstellen von vertikalen Blöcken in Form von Balustraden um die auf einem quadratischen Podium sitzende Struktur wurde ein Becken geschaffen. Die oberen Teile der Innenflächen dieser Blöcke waren mit Rillen versehen, aus denen eine Amphore bequem Wasser schöpfen konnte. Das Gebäude hat ein quadratisches Sockelpodium. Darüber befindet sich ein Brunnenaufbau mit einem zylindrischen Körper. Am Übergang zur oberen Abdeckung wurden Architrave mit Wasserspeiern verwendet. Die Inschrift auf dem Architrav besagt, dass „der Brunnen von Boulakrates, dem Leiter der städtischen Wasserwerke, gebaut und der Öffentlichkeit übergeben wurde“. Damit ist bestätigt, dass es sich bei dem Gebäude um einen Brunnen handelt.
Ausgrabungen und Forschungen wurden auch auf dem Inselteil der Stadt, dem Kap Krio (Kamelhalskap), durchgeführt. Bei diesen Ausgrabungen wurde festgestellt, dass es Reihen von Geschäften, Werkstätten und Siedlungen gab, die terrassenförmig angelegt waren. Die Datierung der Funde zeigt, dass dieser Teil zuletzt zwischen dem 4. Jahrhundert v. Chr. und dem 5. Jahrhundert n. Chr. bewohnt war.

## Bekannte Einwohner
- Ktesias von Knidos, griechischer Geschichtsschreiber
- Eudoxos von Knidos, Mathematiker und Philosoph
- Sostratos von Knidos, hellenistischer Architekt
- Aratos von Knidos, griechischer Geschichtsschreiber